# Kuesta

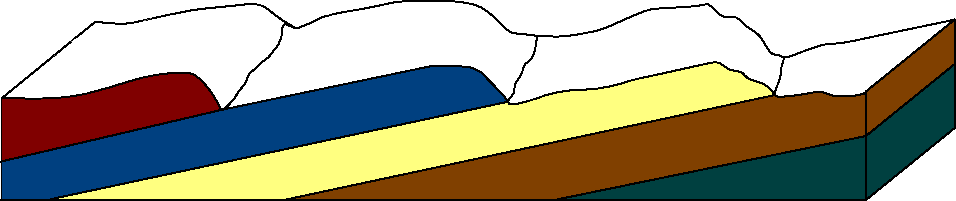
Náčrtek kuesty.

Kuesta (ze špan. cuesta - kopec, stráň) je geomorfologický termín, označující asymetrický vrchol hory nebo hřebenu, tvořeného mírně ukloněnými vrstvami odolných hornin (do 7°), které se střídají s vrstvami méně odolných hornin. Typická je pro oblasti pánví, tabulí a plochých antiklinál, budovaných mírně ukloněnými sedimentárními horninami s různým stupněm odolnosti, najdeme je však i v oblastech s vulkanity, kde se střídají lávové příkrovy s polohami tufů. Toky stékající po čelním svahu označujeme jako resekventní, naopak toky stékající v souladu s vrstevními plochami označujeme jako konsekventní.

## Popis
Kuesta je tvořena několika tvarovými prvky:
- hrana – představuje kontakt mírného a příkrého svahu, může být buď ostrá či zaoblená díky denudačním procesům, délka hrany se pohybuje od stovek metrů po několik kilometrů
- příkrý svah – čelní svah (escarpement), z něhož kolmo vystupují obnažené horninové vrstvy, doprovázený skalními stěnami nebo skalními srázy. Probíhá po zlomových liniích nebo je nepravidelný vlivem erozně denudačních pochodů, jeho relativní výška je od desítek po stovky metrů, může být vyvinut v několika výškových úrovních v závislosti na složení hornin
- úpatí – tvoří plynulý přechod mezi odolnými horninami příkrého svahu a méně odolnými horninami
- mírný svah – týlový svah tvořený vrstevní plochou (strukturní svah), popřípadě tuto plochu pod malým úhlem seřezává (diskordantní svah).

## Výskyt

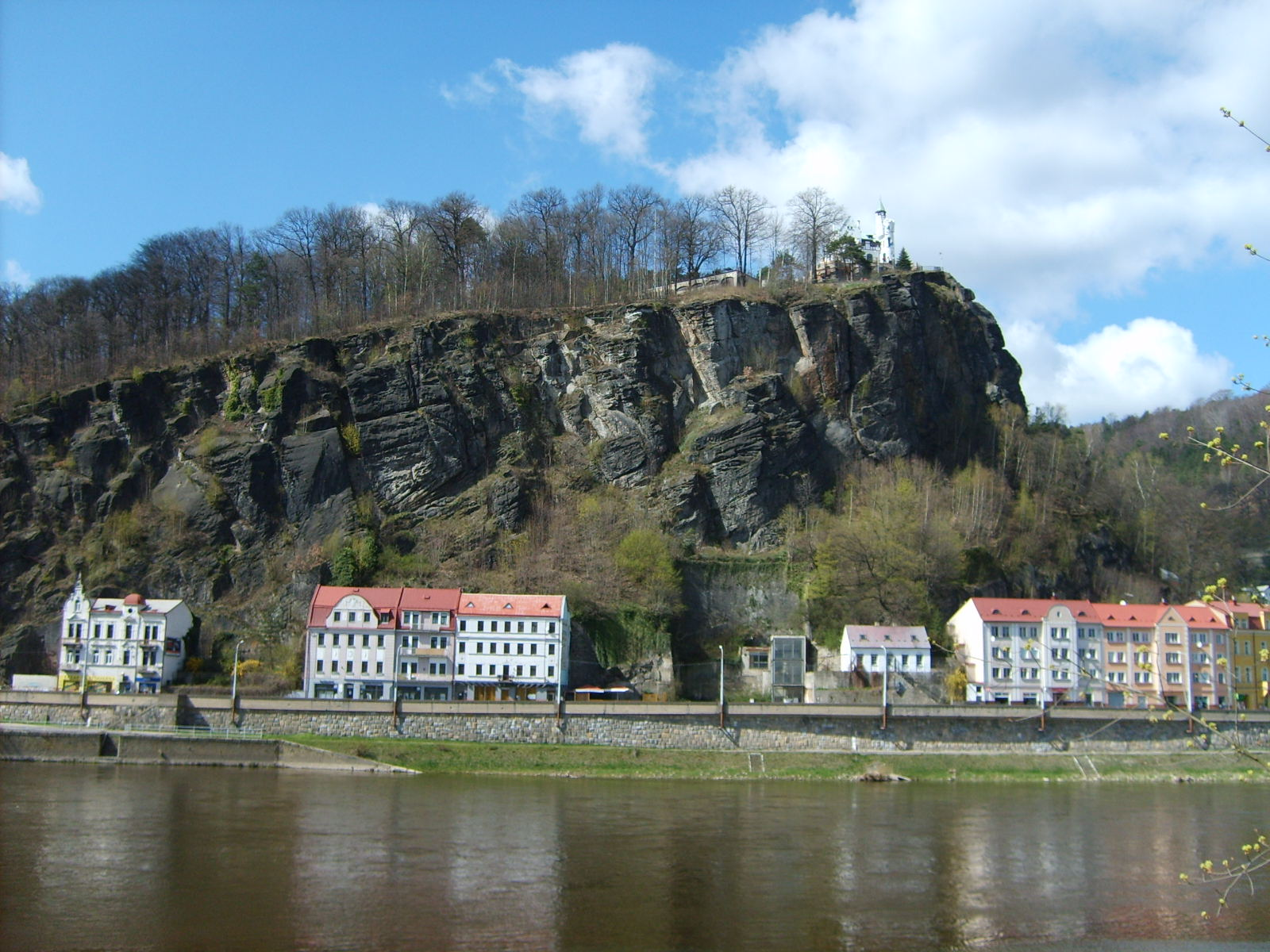
Pastýřská stěna v Děčíně – nejvýraznější z Děčínských kuest

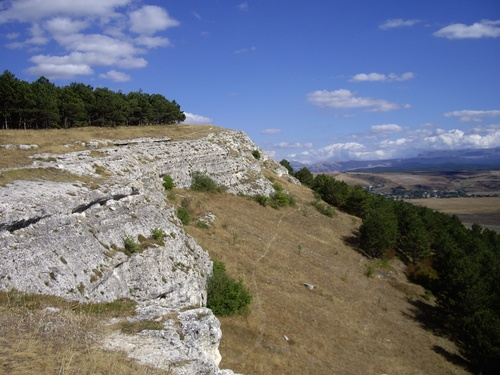
Kuesta na Krymu

### V Česku
Vyskytují se na tektonicky porušených okrajích české křídové tabule - klokočsko-rovenské kuesty severovýchodně od Turnova a v okolí Hodkovic nad Mohelkou, v Broumovské vrchovině jsou to Janovické kuesty, Broumovské stěny, Stolové hory a další. Při okrajích Svitavské pahorkatiny najdeme Budislavské skály a Zderazské kuesty, dále zahrnuje i výrazný Hřebečovský hřbet. Děčínské kuesty se nacházejí na jižním okraji Sněžnické hornatiny.

### Ve světě
Na Slovensku jsou kuesty v pohoří Tríbeč, Belianske Tatry či Malá Fatra. Rozsáhlé kuesty vznikly v Pařížské pánvi, v jižní Anglii - Cornwall, Wealds, v Německu - pohoří Franská Alba, Švábská Alba, v USA jsou známy v Texasu, Novém Mexiku či Alabamě. Najdeme je na Krymu, na Kavkazu i v poušti Karakum.